# 571 (szám)
Az 571 (római számmal: DLXXI) egy természetes szám, prímszám.

## A szám a matematikában
A tízes számrendszerbeli 571-es a kettes számrendszerben 1000111011, a nyolcas számrendszerben 1073, a tizenhatos számrendszerben 23B alakban írható fel.
Az 571 páratlan szám, prímszám. Pillai-prím. Normálalakban az 5,71 · 102 szorzattal írható fel.
Az 571 négyzete 326 041, köbe 186 169 411, négyzetgyöke 23,89561, köbgyöke 8,29619, reciproka 0,0017513. Az 571 egység sugarú kör kerülete 3587,69881 egység, területe 1 024 288,010 területegység; az 571 egység sugarú gömb térfogata 779 824 605,2 térfogategység.
Az 571 helyen az Euler-függvény helyettesítési értéke 570, a Möbius-függvényé −1.